# NGC 1045
NGC 1045 é uma galáxia elíptica (E-S0) localizada na direcção da constelação de Cetus. Possui uma declinação de -11° 16' 40" e uma ascensão recta de 2 horas, 40 minutos e 29,1 segundos.
A galáxia NGC 1045 foi descoberta em 28 de Novembro de 1785 por William Herschel.